# Wiggins (Colorado)
Wiggins é uma cidade  localizada no estado americano de Colorado, no Condado de Morgan.

## Demografia
Segundo o censo americano de 2000, a sua população era de 838 habitantes.
Em 2006, foi estimada uma população de 944, um aumento de 106 (12.6%).

## Geografia
De acordo com o United States Census Bureau tem uma área de
2,3 km², dos quais 2,3 km² cobertos por terra e 0,0 km² cobertos por água.

## Localidades na vizinhança
O diagrama seguinte representa as localidades num raio de 48 km ao redor de Wiggins.